# Faser

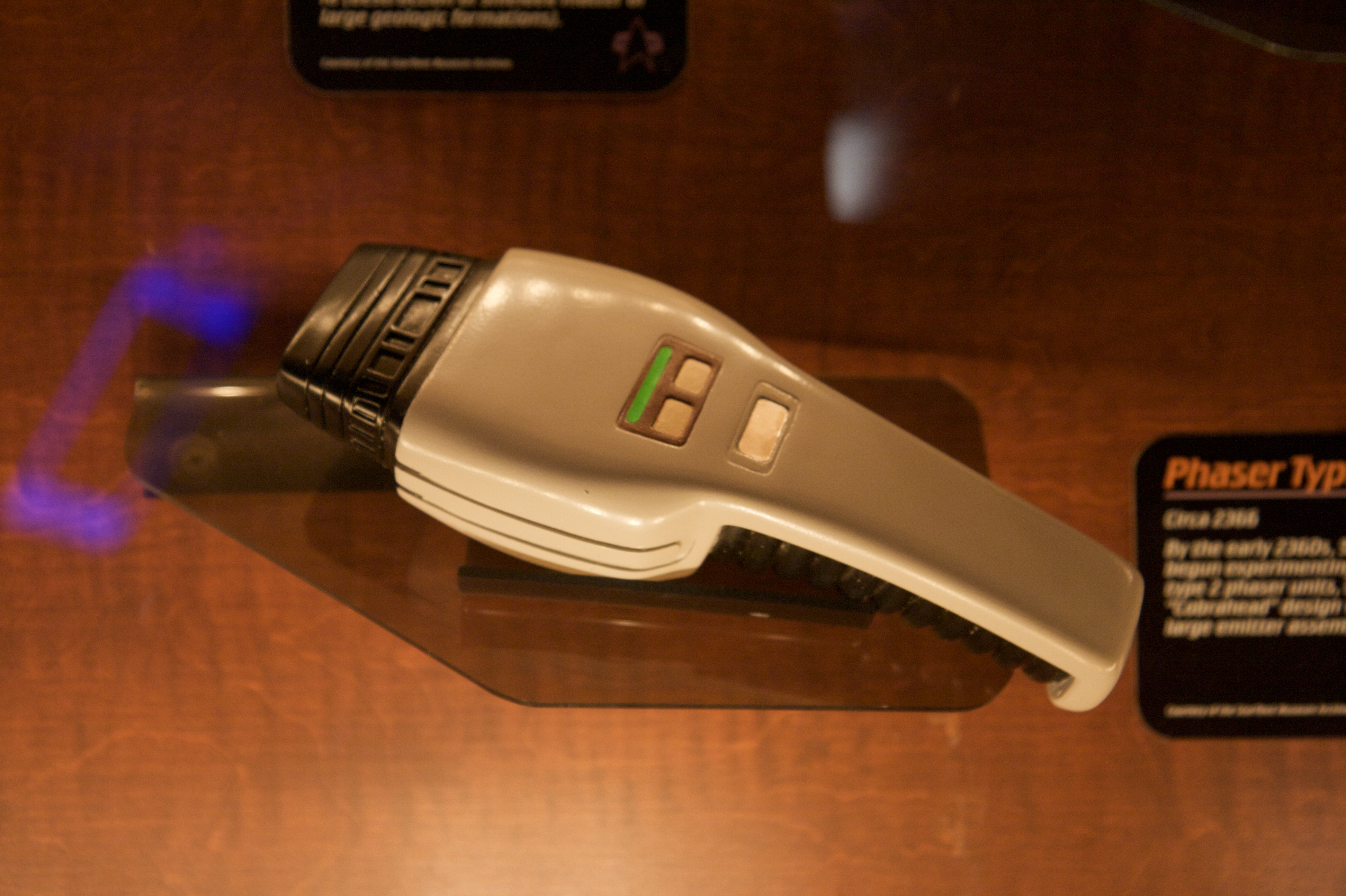
Faser

Een Faser (Engels: Phaser) is een fictief energiestraalwapen uit het Star Trek universum.

## Faser
De faser (het originele Engelse woord phaser is een acroniem voor PHAsed Energy Rectification) wordt gebruikt door Starfleet, in de vorm van een handwapen of gemonteerd op een schip. Grote fasers op een schip worden ook wel aangeduid als phaser-array of phaser-bank.
Fasers werden uitgevonden rond het jaar 2200. Ze volgden de Fase-wapens op, die weer werden voorafgegaan door Laserwapens.
De werking van de faser is gebaseerd op het zogenaamde Snelle Nadion effect. Hierbij wordt energie door een speciaal faserkristal geleid, wat resulteert in een uitbarsting van zeer kort-bestaande nadiondeeltjes. De kracht kan gereguleerd worden, waardoor de uitwerking varieert (bij gebruik tegen mensachtigen) van lichte verdoving tot totale desintegratie.

## Faser handwapens
De handwapens komen in drie types voor:
- Faser type-1: Dit zijn zeer kleine, makkelijk te verbergen fasers. Dit type wordt tegenwoordig het meest gebruikt.
- Faser type-2: Deze pistoolvormige wapens zijn krachtiger dan type 1, maar worden tegenwoordig vrijwel niet meer gebruikt. In de tijd van kapitein James T. Kirk was dit het algemeen gebruikte wapen.
- Faser type-3: Dit ook wel als fasergeweer aangeduide wapen is het meest krachtige handwapen en wordt zelden gebruikt.

## Faser als bom
Fasers kunnen ook worden gebruikt als bom. Dit kan door de veiligheidssystemen uit te schakelen, waardoor de energie uit de krachtcel naar de richtkamer en weer terug naar de cel wordt gestuurd. Doordat de cel de energie niet zo snel kan absorberen, wordt die weer teruggestuurd. Uiteindelijk zorgt dit effect ervoor dat na zo'n 60 seconden de cel oververhit raakt en explodeert.

## Ruimteschipfasers
De zeer krachtige faserwapens op ruimteschepen variëren van type-4 (lichte shuttles) tot type-10 (Galaxy-klasse ruimteschepen als de USS Enterprise NCC-1701D). Deze fasers hebben een bereik tot maximaal 300.000 kilometer (ongeveer 1 lichtseconde).